# Montoku
Montoku är ett vattendrag i Kongo-Kinshasa, ett biflöde till Lopori (Lulonga). Det rinner genom provinsen Équateur, i den nordvästra delen av landet, 800 km nordost om huvudstaden Kinshasa.